# 韋米亞灣 (夏威夷州)
懷米亞灣（英語：Waimea Bay）是位於美國夏威夷州檀香山縣的一個非建制地區。該地的面積和人口皆未知。

## 地理
懷米亞灣的座標為21°38′05″N 158°03′50″W / 21.63472°N 158.06389°W，而該地的平均海拔高度為0米（即0英尺）。